# Задик, Майк
Майкл Наджиб Задик, более известный как Майк Задик (англ. Michael Najeeb Zadick;
род. 12 июля 1978, Грейт-Фолс, Монтана, США) — американский борец вольного стиля, серебряный призёр чемпионата мира (2006), победитель многих международных турниров. Младший брат Билла Задика.